# Hemirhagerrhis hildebrandtii
Hemirhagerrhis hildebrandtii är en ormart som beskrevs av Peters 1878. Hemirhagerrhis hildebrandtii ingår i släktet Hemirhagerrhis och familjen snokar. Inga underarter finns listade i Catalogue of Life.
Denna orm registrerades i olika regioner i Afrika som Burkina Faso, Ghana, Nigeria, Centralafrikanska republiken, från Etiopien till östra Tanzania, i Zimbabwe och i angränsande områden. Den lever i låglandet och i bergstrakter upp till 1600 meter över havet. Habitatet varierar mellan halvöknar, torra buskskogar och fuktiga savanner. Individerna klättrar i träd eller i den låga växtligheten och de har geckoödlor samt deras ägg som föda. Hemirhagerrhis hildebrandtii är dagaktiv. Honor lägger två till åtta ägg per tillfälle.
För beståndet är inga hot kända. Angående populationens storlek saknas uppgifter men den antas vara stor. IUCN kategoriserar arten globalt som livskraftig.